# 陳清晨
陳 清晨（ちん せいしん、チェン・チンチェン、英語: Chen Qing Chen、1997年6月23日 - ）は、中華人民共和国の女子バドミントン選手。BWF世界ランキングでは、2種目で1位を達成している。

## 経歴
女子ダブルスでは賈一凡とペアを組み、混合ダブルスでは鄭思維とペアを組む。
2017年、グラスゴーで開催された世界選手権では女子ダブルスで金メダル、混合ダブルスで銀メダルを獲得した。
2018年からは女子ダブルスのみに専念し、2021年と2022年の世界選手権で優勝した。また、2018年のアジア競技大会と2019年、2022年のアジア選手権でも優勝した。
2020年東京オリンピックでは、女子ダブルスの決勝でインドネシアペアに敗れ、銀メダルを獲得した。
2024年パリオリンピックでは念願の金メダルを獲得。その後、賈一凡（ジア・イーファン）とのコンビを解消。